# Cosmosoma klagesi
Cosmosoma klagesi är en fjärilsart som beskrevs av Rothschild 1910. Cosmosoma klagesi ingår i släktet Cosmosoma och familjen björnspinnare. Inga underarter finns listade i Catalogue of Life.